# Pavel Averin
Pavel Ivanovici Averin (în rusă Павел Иванович Аверин; n. 1775 – d. 21 noiembrie 1849) a fost un om de stat rus și guvernator al guberniilor Volânia (1828–1831) și Basarabia (1833–1834).

## Biografie
Fiul unui comerciant din Moscova, Averin sa născut în 1775. A studiat la o școală de rînd, apoi la Universitatea din Moscova, dar fără însă s-o finalizeze. Ulterior, în 1794 a activat la cancelaria guvernatorului din orașul Korocea⁠(ru)[traduceți] (gub. Kursk)
În 1804 a fost numit șef al cancelariei de pe lângă guvernatorul Moscovei. Promovat la gradul de consilier de stat, Averin a servit până la pensionarea guvernatorului Bekleșov și a fost concediat în 1806. În 1811 a devenit un oficial pentru instrucțiuni speciale în cadrul ministerului imperial al Poliției.
În 1813, a ocupat posturi de mică importanță în Ducatul Varșoviei. Ulterior (1815), a efectuat deplasări în Germania.
Sosit la St. Petersburg în martie 1820, a fost numit general-intendent al Armatei 1, dar a refuzat atribuirea, și s-a mutat la Dorpat, unde s-a căsătorit Amalia Eynike și a trăit în pensionare pentru aproximativ un an.
În 1827 Averin a fost trimis pentru a cerceta Apele minerale caucaziene⁠(ru)[traduceți], regiune din Caucazul de Nord, bogată în apă minerală. Pentru gestionarea acestora a fost stabilit un comitet special din trei membri: Averin, generalul-maior Sazonov și medicul Creighton. Între 18 aprilie 1828 și 6 aprilie 1831 a ocupat postul de guvernator al Volâniei.
În 1831 Averin a cerut concedierea și a vizitat Kurskul, Sankt-Petersburgul și Marele Principat al Finlandei. La 6 iulie 1833, a fost numit guvernator al Basarabiei, unde și-a încheiat cariera la 28 august 1834. Ultimii ani ai vieții i-a petrecut în deplasări: în 1840, în Suedia și Lübeck, în 1845 a vizitat Germania, Franța și Anglia, iar în 1847 – sudul Franței și Italia. A murit la 21 noiembrie 1849.

## Legături externe
- ru Аверин, Павел Иванович // Русский биографический словарь : в 25-ти томах. — СПб., 1896. — Т. 1: Аарон — император Александр II. — С. 34—3